# Eben Byers
Ebenezer McBurney Byers (Pittsburgh; 12 de abril de 1880-Manhattan; 31 de marzo de 1932) fue un adinerado socialite, deportista, e Industrial estadounidense. Como golfista fue ganador del Campeonato Amateur de Estados Unidos en 1906. 
Ganó notoriedad a principios de los años 1930, cuando murió de múltiples cánceres inducidos por radiación tras consumir Radithor, un popular medicamento patentado hecho de radio disuelto en agua

## Biografía

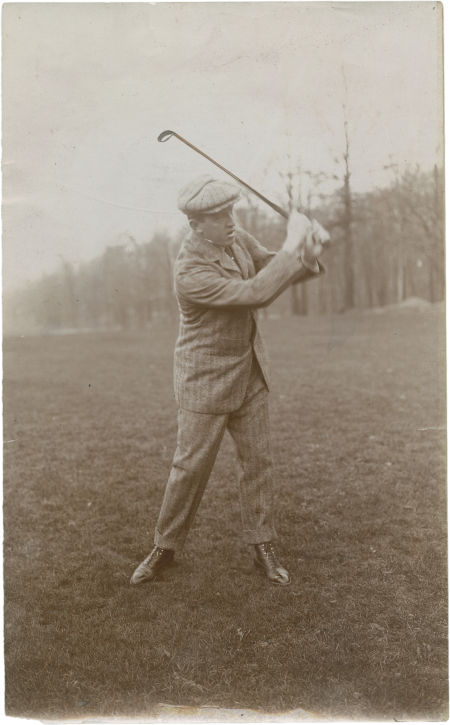
Eben Byers en los años 1920

Hijo del industrial Alexander Byers, Eben Byers fue educado en la St. Paul's School y el Yale College, donde se labraría una reputación como deportista. Destacado en el golf, fue coronado campeón del Campeonato Amateur de Estados Unidos en 1906, habiendo quedado con anterioridad en el segundo lugar, los años 1902 y 1903. Byers finalmente se convirtió en el propietario de Girard Iron Company, empresa de su padre.
En 1927, Byers se lesionó el brazo tras caer de la cama de un tren. Para calmar el dolor, su doctor le recomendó tomar Radithor, un medicamento patentado manufacturado por William J. A. Bailey. Bailey, que había abandonado sus estudios en la Universidad de Harvard pero alegaba falsamente ser médico, había logrado una fortuna con la venta de Radithor, una solución de radio en agua que afirmaba estimular el sistema endocrino. Bailey ofrecía a los doctores 1/6 de comisión por cada dosis prescrita.
Creyendo que la bebida mejoraba notablemente su salud, Byers empezó a tomar grandes cantidades de Radithor por día, deteniéndose sino hasta octubre de 1930 (después de consumir un total de cerca de 1400 botellas) cuando el efecto había desaparecido. Perdió peso, tenía dolores de cabeza, y sus dientes se empezaron a caer. En 1931, la Comisión Federal de Comercio lo llamó para testificar su experiencia, sin embargo se encontraba muy enfermo para viajar por lo que la comisión envió un abogado para tomar su testimonio en casa; el abogado contó que a Byers se le había tenido que extirpar «toda la mandíbula superior, excepto dos dientes frontales, y la mayor parte de su mandíbula inferior» y que «todo el tejido óseo restante de su cuerpo se estaba desintegrando y se estaban formando agujeros en su cráneo».
El 31 de marzo de 1932, Byers falleció de lo que en la época se atribuyó al «envenenamiento por radiación», sin embargo, la causa real de su muerte se debió a los cánceres inducidos por esta, no al síndrome de irradiación aguda, como se le conoce al envenenamiento. Su cuerpo sería enterrado en un ataúd de plomo, en el Cementerio de Allegheny en Pittsburgh, Pensilvania.

## Legado
El estatus social de Byers causó que su muerte recibiera amplia cobertura mediática, ayudando a concienciar acerca de los peligros de las «curas» radioactivas en la época.
Nueve meses después de su muerte, la Comisión Federal de Comercio emitió una orden de cese y desista contra el negocio de Bayley, específicamente ante los dichos del «valor terapéutico» e «inofensivo» del Radithor. Tras eso, la producción de Radithor se detuvo y Bayley se refugió en varias empresas de su propiedad, donde llegaría a comercializar, sin mucho éxito, clips radiactivos para cinturón, pisapapeles radiactivos, y un mecanismo que pretendía hacer radiactiva el agua, antes de su muerte por cáncer de vejiga el 17 de mayo de 1949.
Después de la exhumación de Byers en 1965, Robley Evans, físico del Instituto de Tecnología de Massachusetts (MIT), estimó que el radio total todavía presente en su cuerpo era de unos 1000 μCi (37 MBq).